# Reserva natural Ubsunorskaya Kotlovina

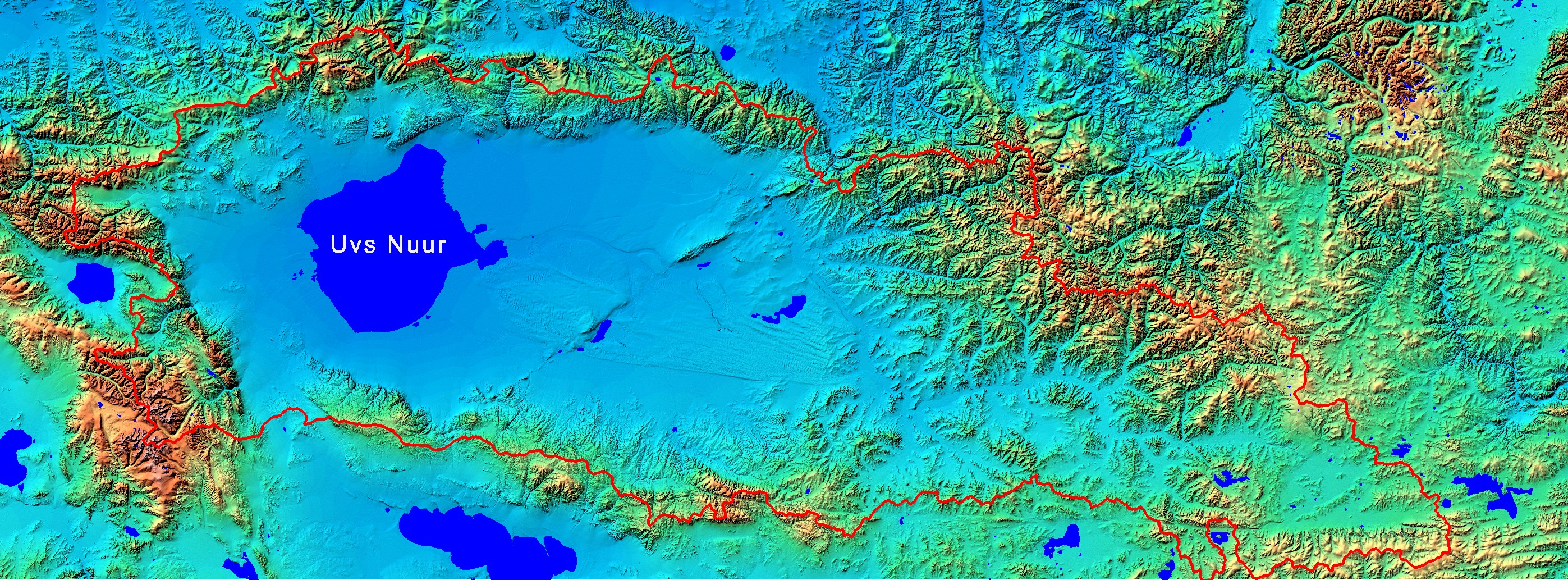
Mapa de la cuenca hidrográfica de Uvs Nuur.

La Reserva natural Ubsunúrskaya Kotlovina se localiza en un hueco o depresión montañosa en el límite territorial de Mongolia y la república rusa de Tuvá en la Federación de Rusia entre las montañas — Tannu-Ola, y la región de Altái— parte de una combinación de tierras emergidas y depresiones. Aquí se encuentra el desierto más septentrional de la tierra con la zona de tundra más meridional.

## Historia
La depresión de Ubsunur fue elegida para ser incluida en 1995 en segundo lugar en el patrimonio de la humanidad de Rusia, siendo el primero los "Bosques vírgenes de Komi". Entre los considerandos de la selección de la depresión se la identifica como "una de las cuencas hidrográficas más grandes que quedan intactas en el centro de Asia donde podría haber unos 40.000 montículos de enterramiento sin excavar y otros yacimientos arqueológicos de tribus nómadas de gran relevancia histórica tales como los escitas, túrquicos y  hunos." La nominación fue presentada en forma conjunta con la República de Tuvá y Mongolia e incluía 75.000 kilómetros cuadrados de bosque y estepa y herencia cultural y natural asociada. 
La reserva de la depresión de Ubsunur (Tuvá) fue reconocida como una reserva de la biosfera en el año 1998, como un paso importante hacia la protección de los territorios salvajes del sur de Siberia que contienen los mayores ecosistemas de Rusia de pino y el abeto siberiano.

## Ecología

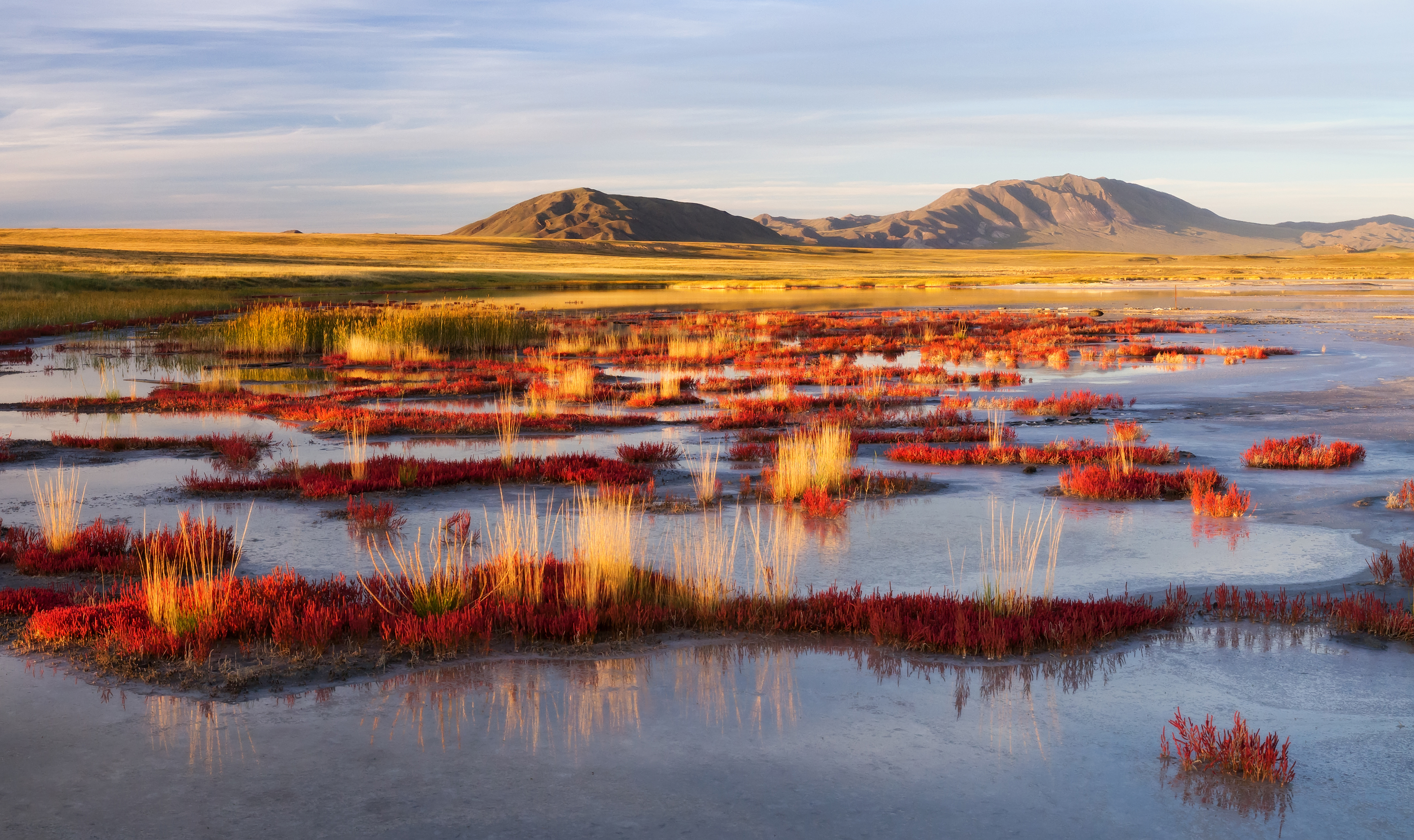
Vista del entorno natural de la reserva natural Ubsunúrskaya Kotlovina.

La depresión que se encuentra ubicada en la frontera entre Mongolia y Rusia, comprende la intersección de una serie de ecosistemas. Su área es de 10,688 km². El terreno incluye glaciares, taiga, desierto, tundra alpina, prados subalpinos y una vasta área de taiga montañosa. También hay estepas boscosas, estepas sin árboles, desiertos semiáridos y dunas siempre cambiantes. Es un hábitat natural diverso, que produce una interacción de plantas y animales de Europa y Europa Central y Asia-Mongolia.
Debido a su ubicación en la cima de Euro-Siberia y Asia Central-Mongolia, la flora y la fauna exhiben una alta biodiversidad para latitudes medias. Se observa la presencia de especies animales que habitan tanto las montañas como la tundra como el irbis (leopardo de las nieves), el corzo siberiano, y el perdigallo altaico, así como habitantes de la taiga como el maral, el lince boreal y el glotón. Los habitantes de estepa incluyen la calandria de Mongolia, la grulla damisela y la ardilla de tierra de cola larga. Los habitantes del desierto incluyen la avutarda y el jird del mediodía. Se han contabilizado 359 especies de aves. Como la depresión es un área protegida, muchas especies extintas en otros lugares se encuentran aquí.